# Pilar Llop
Llop  Cuenca est un nom espagnol. Le premier nom de famille, en général paternel, est Llop ; le second, en général maternel, souvent omis, est Cuenca.
María Pilar Llop Cuenca ([maˈɾia piˈlaɾ ˈʎop ˈkwɛ̃ŋka])  est une juge et femme politique espagnole née le 3 août 1973 à Madrid, proche du Parti socialiste ouvrier espagnol (PSOE). Elle est ministre de la Justice depuis 2021.
Licenciée en droit de l'université complutense de Madrid, elle est juge depuis 1999, spécialisée dans la violence de genre depuis 2009. Entre 2011 et 2015, elle est administratrice au Conseil général du pouvoir judiciaire (CGPJ).
Elle s'engage en politique en 2015, comme candidate puis députée socialiste à l'Assemblée de Madrid. Son nom est évoqué l'année d'après pour se présenter aux élections générales. Elle démissionne en 2018 pour devenir déléguée du gouvernement contre la violence de genre.
Elle renonce à ce poste au bout de neuf mois pour se représenter à l'Assemblée de Madrid en mai 2019 comme deuxième de liste du PSOE, après avoir été pressentie pour se présenter à la mairie de Madrid. À l'issue du scrutin, elle échoue à prendre la présidence du parlement régional puis elle est désignée sénatrice.
À l'ouverture de la XIVe législature des Cortes Generales en décembre 2019, elle est élue au second tour de scrutin présidente du Sénat. Elle devient en juillet 2021 ministre de la Justice à la faveur d'un ample remaniement ministériel.

## Vie privée
María Pilar Llop Cuenca naît le 3 août 1973 à Madrid dans une famille modeste. Elle est la fille d'un chauffeur de taxi originaire de Barcelone — qui sera par la suite employé de banque — et d'une coiffeuse issue d'une famille des Asturies. Elle parle parfaitement catalan, maîtrise l'anglais, le français et l'allemand, et manie le bulgare,,.
Elle est mariée et mère d'une fille.

## Formation et vie professionnelle
Elle est licenciée en droit de l'université complutense de Madrid, puis elle suit une formation en traduction juridique de l'anglais et de l'espagnol à l'université d'Alicante.
Elle intègre la carrière judiciaire en 1999 et devient alors juge pénale à Mataró. Ayant atteint en 2004 le grade de magistrate, elle travaille au sein de la direction générale de la Coopération de la Commission européenne sur les questions judiciaires entre 2006 et 2009. Elle retrouve ensuite la magistrature, comme juge de violence de genre à Madrid,,.
Entre 2011 et 2015, elle exerce d'importantes responsabilités administratives auprès du Conseil général du pouvoir judiciaire (CGPJ) en tant qu'administratrice au sein du cabinet technique. Elle est ainsi cheffe de l'Observatoire de la violence domestique et de genre, puis secrétaire de la commission de l'Égalité, du Forum Justice et Handicap, et enfin du comité de direction.

## Engagement politique

### Députée régionale
Elle se place en disponibilité en 2015, afin de se présenter aux élections à l'Assemblée de Madrid du 24 mai. Elle figure en 8e position sur la liste du Parti socialiste de Madrid-PSOE (PSM-PSOE), conduite par l'universitaire sans étiquette Ángel Gabilondo, elle-même n'appartenant pas au PSOE.
À l'issue du scrutin, elle est élue députée à l'Assemblée de Madrid, où elle est porte-parole du groupe parlementaire socialiste pour la justice et membre de la députation permanente.
Dans la perspective des élections générales anticipées du 26 juin 2016, son nom est cité comme candidate pour occuper la deuxième place de la liste du PSOE dans la circonscription de Madrid, dont la première position est réservée au candidat du parti à la présidence du gouvernement, en l'espèce Pedro Sánchez. Ce dernier choisit finalement d'investir une autre magistrate proche des socialistes, Margarita Robles,.

### Déléguée contre la violence de genre

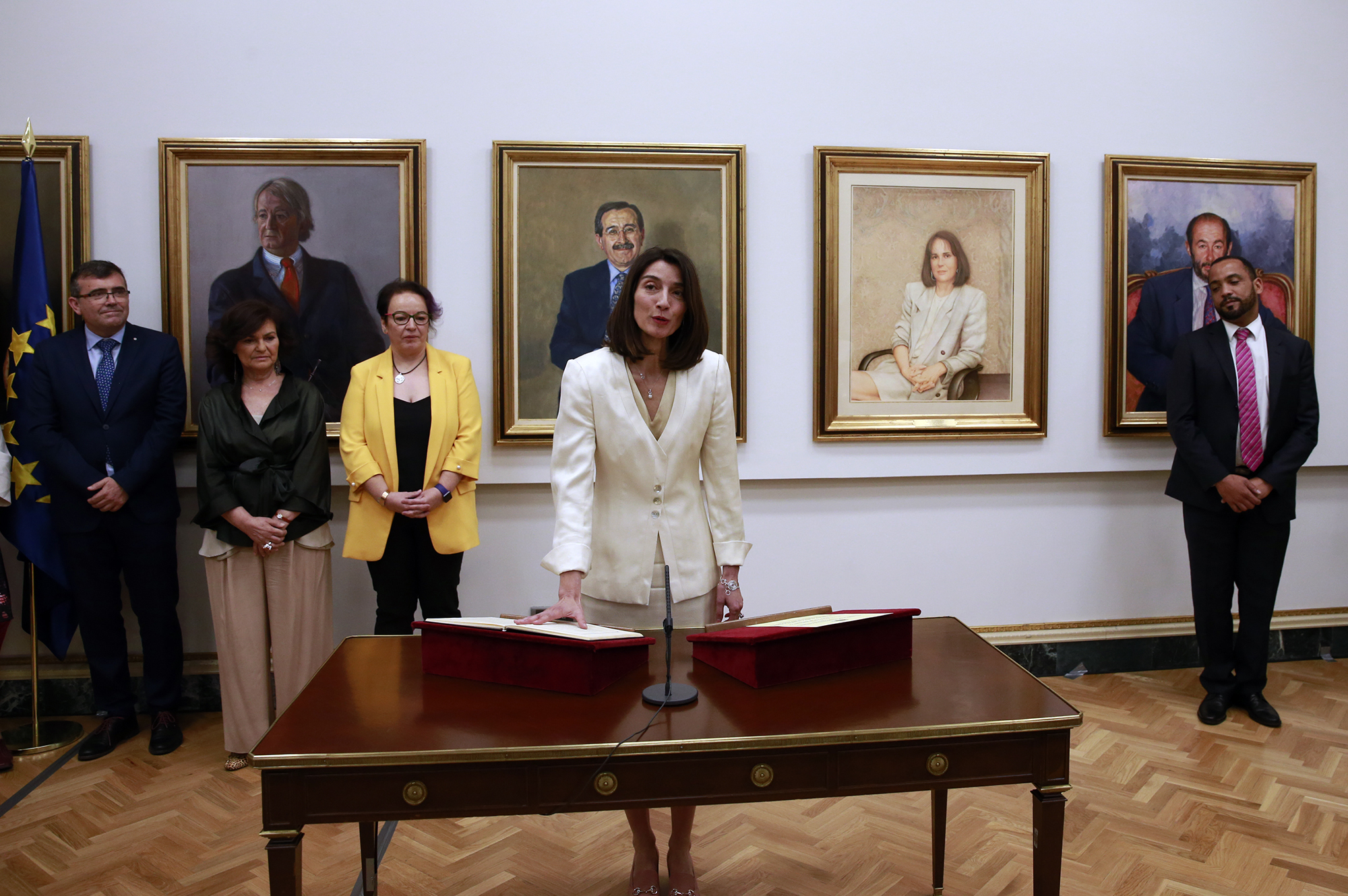
Elle est déléguée du gouvernement contre la violence de genre entre juillet 2018 et avril 2019.

En juillet 2018, elle renonce à son mandat de parlementaire après que le nouveau gouvernement socialiste de Pedro Sánchez l'a nommée déléguée contre la violence de genre.
Au mois de septembre suivant, elle est perçue comme une potentielle candidate à la mairie de Madrid, qui échappe aux socialistes depuis 1989, pour des élections municipales de mai 2019, mais elle s'y oppose, ne se voyant pas mener campagne. Les socialistes choisissent finalement Pepu Hernández comme chef de file municipal,.
Elle est finalement relevée de ses fonctions à sa demande le 13 avril 2019, afin de participer aux élections à l'Assemblée de Madrid du 26 mai 2019, en deuxième position sur la liste dirigée par Gabilondo.
Après le scrutin, au cours duquel la liste socialiste arrive en tête mais sans possibilité de forger une majorité, elle est proposée par son groupe parlementaire comme candidate à la présidence de l'Assemblée lors de l'ouverture de la XIe législature, le 11 juin. Soutenue par Más Madrid et Podemos, elle recueille 64 voix, soit trois de moins que la majorité absolue et quatre de retard sur le député de Ciudadanos Juan Trinidad.

### Présidente du Sénat
Elle est désignée en juillet sénatrice par l'Assemblée de Madrid. Sous la XIIIe législature, elle occupe la présidence de la commission parlementaire de la Défense.
À la suite des élections anticipées du 10 novembre 2019, la commission exécutive du PSOE la choisit comme candidate à la présidence du Sénat en remplacement de Manuel Cruz, tandis que Meritxell Batet est confirmée pour présider le Congrès des députés. Pilar Llop est effectivement élue à cette fonction le 3 décembre suivant au second tour, par 130 voix — à seulement trois voix de la majorité absolue — contre 109 au conservateur madrilène Pío García-Escudero. Elle est ainsi la seconde femme et la seconde sénatrice désignée à diriger les travaux de la chambre haute.
Lors de sa première intervention, elle exprime sa « profonde gratitude pour la confiance » du Sénat envers elle et rappelle son engagement en faveur de la lutte pour l'égalité de genre, signalant que les femmes « représentent la moitié de la population et doivent être présentes dans tous les espaces publics ». Elle ajoute que les pouvoirs publics « ont l'obligation de mettre un terme à la violence machiste [et doivent] revendiquer le pacte national contre la violence de genre ». Le lendemain, elle est reçue en audience par le roi Felipe VI au palais de la Zarzuela, afin de l'informer officiellement de la constitution du Sénat de la XIVe législature.

### Ministre de la Justice
Pedro Sánchez annonce le 10 juillet 2021 un important remaniement de son gouvernement. À cette occasion, Pilar Llop est nommée ministre de la Justice. Avec l'ensemble de ses nouveaux collègues, elle prête serment le 12 juillet devant le roi Felipe VI et Pedro Sánchez. En sa qualité de grand notaire du Royaume, elle est assermentée en premier.
Le même jour que son assermentation, elle renonce à son mandat de sénatrice, quelques jours seulement après avoir été confirmée au Sénat par l'Assemblée de Madrid. Le porte-parole du groupe socialiste, Ander Gil, la remplace peu après à la présidence de la chambre haute. José Cepeda prend sa suite comme sénateur désigné de la communauté de Madrid en septembre suivant.
Avec la ministre des Affaires économiques, Nadia Calviño, et le ministre de la Sécurité sociale, José Luis Escrivá, elle fait partie des trois membres de l'exécutif à ne pas se présenter aux élections générales anticipées du 23 juillet 2023.